# Han Huidi
L'imperatore Han Huidi (210 a.C. – 26 settembre 188 a.C.) è stato il secondo imperatore della Dinastia Han, in Cina.
Fu il figlio più grande del primo imperatore Han Gaozu e dell'Imperatrice Vedova Lü. 

Huidi ebbe un carattere debole e fu dominato dalla madre. Morì senza scegliere un erede. Ebbe una consorte imperiale da cui ebbe una figlia che fu uccisa da sua madre. Due suoi figli nati da concubine furono nominati imperatori dopo la sua morte (Shaodi Kong e Shaodi Hong), ma rimasero sotto il controllo dell'Imperatrice Vedova Lü.